# Франческа Сігал
Франческа Сігал (англ. Francesca Segal; нар. 1980 року) — британська письменниця і журналістка. Старша дочка американського письменника і сценариста Еріка Сігала.

## Біографія
Франческа Сігал народилася 1980 року в США у сім'ї американського письменника і сценариста Еріка Сігала. Після переїзду сім'ї до Англії, Франческа виросла в єврейській громаді на північному заході Лондона, де вона проживає й досі. Навчалася в Оксфордському університеті (Сент-Х'ю-коледж).
Її журналістські дописи друкувалася в газетах Гардіан, Обзервер, Файненшл Таймс, в журналі Вог (у британській та американській версії).

## Романи
- «Безневинні» (2012)
- «Незграбне століття» (2017)

## Премії та нагороди
- 2012 — Премія Коста, щорічна нагорода Асоціації книгопродавців Великої Британії.
- 2013 — Премія Бетті Траск, щорічна нагорода Британського авторського товариства за кращий дебютний роман.
- 2013 — Премія Самі Рора за популяризацію єврейської літератури.
- 2013 — Премія Гарольда У. Рибалов за дебют.